# Shut Down Volume 2
Shut Down Volume 2 je páté studiové album americké surfrockové skupiny The Beach Boys. Poprvé vyšlo 2. března 1964 pod značkou Capitol Records a bylo jedním ze čtyř dlouhohrajících desek skupiny vydaných v tomto roce. Název odkazoval na starší úspěšný hitový singl kapely Shut Down (1963). Přívlastek Volume 2 značil návaznost na kompilační album firmy Capitol Shut Down z předešlého roku, kde byli The Beach Boys zastoupeni dvěma skladbami.

## Pozadí a vydání
Album vzniklo po odchodu dosavadního kytaristy a zpěváka skupiny Davida Markse a návratu Ala Jardina, který s The Beach Boys nahrával už jejich první singl Surfin' v roce 1961. Obsah desky tvořily převážně nové písně, které z většiny složili Brian Wilson a Mike Love, doplněné dvěma převzatými skladbami Why Do Fools Fall in Love (hit kapely Frankie Lymon & the Teenagers) a Louie, Louie (hit The Kingsmen). V hlavních vokálech se střídali především Mike Love a Brian Wilson, přičemž jednu píseň – This Car of Mine – zpíval bubeník Dennis Wilson. Ten získal i svůj první sólový autorský kredit za instrumentální nahrávku postavenou na jeho sóle na bicí nazvanou Denny's Drums.
Stěžejní singl z alba tvořila rock and rollová nahrávka Fun, Fun, Fun kombinující styl Chucka Berryho s charakteristickým vokálním projevem The Beach Boys. Singl zabodoval na 5. místě amerického žebříčku. Později byla albová skladba Don't Worry Baby použita jako B strana následujícího singlu I Get Around a i z pozice zadní strany desky zabodovala v žebříčku Billboard Hot 100 na pozici 24. Samotné album rovněž představovalo komerční úspěch, byť bylo první od jejich debutu, které nedosáhlo do Top 10 a zastavilo se na #13. Zdánlivě slabší ohlas pravděpodobně způsobila první vlna Beatlemánie, která Ameriku ve stejné době zasáhla. Přesto prodej desky dosáhl milionu výlisků a LP tak získalo zlatou desku.

## Přebal alba
Přední strana obalu alba zachycuje členy skupiny na snímku se sportovními vozy, což byl odkaz na časté téma jejich tehdejších textů písní (zde např. Fun, Fun, Fun, In the Parkin' Lot nebo This Car Of Mine). Jako několik dalších obalů skupiny fotografii pořídil George Jerman, jeden z dvorních fotografů firmy Capitol Records.

## Seznam skladeb
| Strana 1 | Strana 1                         | Strana 1                      | Strana 1       | Strana 1 |
| Pořadí   | Název                            | Autor                         | Vedoucí vokály | Délka    |
| -------- | -------------------------------- | ----------------------------- | -------------- | -------- |
| 1.       | Fun, Fun, Fun                    | Brian Wilson, Mike Love       | Mike Love      | 2:16     |
| 2.       | Don't Worry Baby                 | Brian Wilson, Roger Christian | Brian Wilson   | 2:45     |
| 3.       | In the Parkin' Lot               | Brian Wilson, Roger Christian | Mike Love      | 1:55     |
| 4.       | "Cassius" Love Vs "Sonny" Wilson | Brian Wilson, Mike Love       | celá skupina   | 3:30     |
| 5.       | The Warmth of the Sun            | Brian Wilson, Mike Love       | Brian Wilson   | 2:47     |
| 6.       | This Car of Mine                 | Brian Wilson, Mike Love       | Dennis Wilson  | 1:35     |

| Strana 2 | Strana 2                  | Strana 2                            | Strana 2                | Strana 2 |
| Pořadí   | Název                     | Autor                               | Vedoucí vokály          | Délka    |
| -------- | ------------------------- | ----------------------------------- | ----------------------- | -------- |
| 1.       | Why Do Fools Fall in Love | Frankie Lymon, George Goldner       | Brian Wilson            | 2:10     |
| 2.       | Pom, Pom Play Girl        | Brian Wilson, Gary Usher            | Carl Wilson, Mike Love  | 1:27     |
| 3.       | Keep An Eye on Summer     | Bob Norman, Brian Wilson, Mike Love | Brian Wilson, Mike Love | 2:17     |
| 4.       | Shut Down, Part II        | Carl Wilson                         | instrumentální skladba  | 2:05     |
| 5.       | Louie, Louie              | Richard Berry                       | Carl Wilson, Mike Love  | 2:21     |
| 6.       | Denny's Drums             | Dennis Wilson                       | instrumentální skladba  | 1:55     |

## Obsazení

### The Beach Boys
- Al Jardine – kytara, baskytara, zpěv
- Mike Love – zpěv
- Brian Wilson – piano, klávesy, zpěv
- Carl Wilson – sólová kytara, zpěv
- Dennis Wilson – bicí, zpěv

### Ostatní hudebníci
- Ray Pohlman – baskytara
- Hal Blaine – bicí, tamburína, perkuse, tympány
- Steve Douglas – tenorsaxofon
- Jay Migliori – barytonsaxofon
- Leon Russell – klavír
- Bill Pitman – kytara
- Tommy Tedesco – kytara
- Jimmy Bond – kontrabas
- Frank Capp – zvonkohra, kastaněty, perkuse
- Al De Lory – klavír
- Plas Johnson – tenorsaxofon